# Непочин-поље
„Непочин-поље“ је друга збирка песама српског модернистичког песника Васка Попе из 1956. Збирка се састоји из четири песничка циклуса: Игра, Кост кости, Врати ми моје крпице и Белутак. Наслов је изведен из стиха претходне збирке Кора, док је сам појам непочин-поље преузет из народне књижевности, односно из једне загонетке коју је Попа сврстао у своју антологију народних умотворина, и има значење пучине.
Збирка почива на актуелизацији устаљених фраза из свакодневног говора. Лапидарност и сажетост, основне карактеристике Попиног песничког идиома, овде као да мењају знак, мењају квалитет. Оне се остварују у микроцелини, у покрету једне реченице или фрагмента - док је укупни исказ изведен у једном једином, непрекидном, контолисаном дугом даху.
Збирка Непочин-поље се увек штампа са специфичним знамењем које стоји на почетку књиге.У питању је круг у коме се налази змија која држи свој реп у устима, грчки уроборос. Змија затвара поље које је хоризонталном линијом подељено на горњи и доњи ниво. У доњем делу поља смештено је око. Збирка је награђена Змајевом наградом.